# ألبرشت آخيل (ناخب براندنبورغ)
ألبرشت أخيلس (بالألمانية: Albrecht Achilles؛، تانغرموندي، 9 نوفمبر 1414 - 11 مارس 1486) الأمير الناخب لمرغريفية براندنبورغ. حصل على لقب آخيل لقدراته الفروسية. حكم أيضاً إمارة أنسباخ.

## النشأة
ولد ألبرشت ابناً ثالثاً للناخب فريدرش الأول في تانغرموندي. بعد أن قضى بعض الوقت في بلاط الإمبراطور سيغسموند، اشترك ألبرشت في الحرب ضد هوسيين، وميز نفسه بعد ذلك بمساعدته للملك الألماني ألبرشت الثاني ضد مملكة بولندا.

## روابط خارجية
- ألبرشت آخيل، ناخب براندنبورغ على موقع الموسوعة البريطانية (الإنجليزية)